# Стоун-Крік (Огайо)
Стоун-Крік (англ. Stone Creek) — селище (англ. village) в США, в окрузі Таскарвас штату Огайо. Населення — 153 особи (2020).

## Географія
Стоун-Крік розташований за координатами 40°23′59″ пн. ш. 81°33′31″ зх. д. / 40.39972° пн. ш. 81.55861° зх. д. (40.399635, -81.558502).  За даними Бюро перепису населення США в 2010 році селище мало площу 1,11 км², з яких 1,11 км² — суходіл та 0,00 км² — водойми.

## Демографія
Згідно з переписом 2010 року, у селищі мешкало 177 осіб у 65 домогосподарствах у складі 54 родин. Густота населення становила 159 осіб/км².  Було 69 помешкань (62/км²).
Расовий склад населення:
| - 97,7 % — білих - 0,6 % — чорних або афроамериканців |

До двох чи більше рас належало 1,1 %. Частка іспаномовних становила 0,6 % від усіх жителів.
За віковим діапазоном населення розподілялося таким чином: 24,3 % — особи молодші 18 років, 62,7 % — особи у віці 18—64 років, 13,0 % — особи у віці 65 років та старші. Медіана віку мешканця становила 35,5 року. На 100 осіб жіночої статі у селищі припадало 113,3 чоловіків;  на 100 жінок у віці від 18 років та старших — 109,4 чоловіків також старших 18 років.
Середній дохід на одне домашнє господарство  становив 54 247 доларів США (медіана — 53 000), а середній дохід на одну сім'ю — 53 037 доларів (медіана — 52 083). За межею бідності перебувало 9,9 % осіб, у тому числі 20,0 % дітей у віці до 18 років та 0,0 % осіб у віці 65 років та старших.
Цивільне працевлаштоване населення становило 85 осіб. Основні галузі зайнятості: освіта, охорона здоров'я та соціальна допомога — 17,6 %, виробництво — 15,3 %, транспорт — 11,8 %, роздрібна торгівля — 9,4 %.